# François-Thomas de Noé
Pour les articles homonymes, voir Noé et Cham (dessinateur).
Pour les autres membres de la famille, voir Famille de Noé.
François Thomas de Noé, dit Frank de Noé et aussi le vicomte de Noé et le marquis de Noé, né le 20 février 1806 à Colombo et mort le 24 mars 1887 au Mas-d'Agenais (Lot-et-Garonne), est un botaniste français.

## Biographie
Il est l'un des fils de Louis-Pantaléon-Jude-Amédée de Noé.
Il participe en 1854 à la création de la Société botanique de France et fait paraître deux notices dans son bulletin.
Il a nommé le Phlomis bovei en l’honneur du botaniste Nicolas Bové.